# Технологія і техніка друкарства
«Технологія і техніка друкарства»  — це збірник наукових праць, фахове видання з поліграфічних наук, що представляє наукові праці щодо досягнень в галузях технологічних процесів, машин і автоматизованих комплексів, поліграфічних матеріалів, менеджменту виробництва, інформаційних технологій, соціальних комунікацій, редагування та дизайну. Призначений для науковців, фахівців, викладачів, аспірантів, студентів.
Свідоцтво про державну перереєстрацію КВ № 22667-12567ПР від 12.04.2017 р.
ISSN: 2077-7264 (Print).
ISSN: 2414-9977 (Online).
Згідно наказам Міністерства освіти і науки України збірник включено до Переліку наукових фахових видань України за категорією «Б» у галузі філологічних наук за спеціальністю 061 Журналістика (Наказ № 409 від 17.03.2020 р.) та у галузі технічних наук за спеціальністю 186 Видавництво та поліграфія (Наказ № 1188 від 24.09.2020 р.).

## Тематична спрямованість збірника
У збірнику «Технологія і техніка друкарства» зібрано наукові праці з тем:
- висвітлення теоретичних і практичних досягнень вітчизняної та зарубіжної науки в галузі методів та засобів друку;
- розгляд проблем та перспектив розвитку технології, матеріалів та техніки видавничої справи, поліграфії та поширення видань;
- удосконалення і розробка нової техніки та технологічних процесів поліграфічного виробництва;
- розробка та дослідження витратних матеріалів друкарства;
- економічна стратегія галузі, маркетинг та менеджмент у видавничо-поліграфічній справі;
- стандартизація;
- філологічні аспекти видавничої справи і поліграфічного виробництва;
- наукові досягнення, експериментальні результати, математичні моделі у видавничо-поліграфічній справі та інших галузях економіки, машинобудування, хімічних технологій.[1]

Редакційна колегія:
Головний редактор 
Киричок Петро Олексійович — проф., д-р техн. наук, директор ВПІ КПІ імені Ігоря Сікорського, заслужений діяч науки і техніки України
Видавничо-поліграфічний інститут, Національний технічний університет України «Київський політехнічний інститут імені Ігоря Сікорського», Україна
Заступник головного редактора
Величко Олена Михайлівна — проф., д-р техн. наук
Видавничо-поліграфічний інститут, Національний технічний університет України «Київський політехнічний інститут імені Ігоря Сікорського», Україна
Відповідальний секретар
Зоренко Оксана Володимирівна — доц., канд. техн. наук
Видавничо-поліграфічний інститут, Національний технічний університет України «Київський політехнічний інститут імені Ігоря Сікорського», Україна

Технічний та консультативний редактор
Зоренко Ярослав Володимирович — доц., канд. техн. наук
Видавничо-поліграфічний інститут, Національний технічний університет України «Київський політехнічний інститут імені Ігоря Сікорського», Україна
Редакційна колегія
Гавенко Світлана Федорівна, проф., д-р техн. наук, дійсний член Академії інженерних наук України
Українська академія друкарства (УАД, Львів), Україна
Дурняк Богдан Васильович, проф., д-р техн. наук, заслужений діяч науки і техніки України
Українська академія друкарства (УАД, Львів), Україна
Кириленко Олександр Васильович, проф., д-р техн. наук, директор, член-кореспондент НАН України, академік НАНУ
Інститут електродинаміки НАН України (Київ), Україна
Киричок Тетяна Юріївна, проф., д-р техн. наук
Видавничо-поліграфічний інститут, Національний технічний університет України «Київський політехнічний інститут імені Ігоря Сікорського», Україна
Ловейкін В'ячеслав Сергійович, проф., д-р техн. наук, академік Підйомно-транспортної академії наук України та Академії будівництва України
Національний університет біоресурсів і природокористування України (Київ), Україна
Перевальський Василь Євдокимович, проф., народний художник України, академік Академії мистецтв України
Національна академія образотворчого мистецтва і архітектури (Київ), Україна
Регей Іван Іванович, проф., д-р техн. наук
Українська академія друкарства (УАД, Львів), Україна
Роїк Тетяна Анатоліївна, проф., д-р техн. наук
Видавничо-поліграфічний інститут, Національний технічний університет України «Київський політехнічний інститут імені Ігоря Сікорського», Україна
Руденко Едуард Михайлович, проф., д-р фіз.-мат. наук
Інститут металофізики ім. Г. В. Курдюмова Національної академії наук України (Київ), Україна
Смола Лідія Євстахіївна, проф., д-р політ. наук
Видавничо-поліграфічний інститут, Національний технічний університет України «Київський політехнічний інститут імені Ігоря Сікорського», Україна
Тріщук Ольга Володимирівна, проф., д-р наук із соц. ком.
Видавничо-поліграфічний інститут, Національний технічний університет України «Київський політехнічний інститут імені Ігоря Сікорського», Україна
Jamroziak Krzysztof, проф., доктор наук
Wroclaw University of Science and Technology, Польща
Khadzhynova Svitlana, доц., канд. техн. наук
Centre of Papermaking and Printing, Lodz University of Technology, Польща
Nechyporchuk Oleksandr, дослідник, доктор філософії
RISE Research Institutes of Sweden, Швеція
Petriaszwili Georgij, проф., д-р техн. наук, директор
Інститут Поліграфії Варшавської Політехніки (Варшава), Польща
TKS Lakshmi Priya, проф., д-р наук
Avinashilingam Institute of Home Science and Higher Education for Women] (Tamilnadu), Індія

## Структура видання
Збірник наукових праць «Технологія і техніка друкарства» складається з таких розділів:
- Технологічні процеси;
- Машини і автоматизовані комплекси;
- Інформаційні технології;
- Поліграфічні матеріали;
- Менеджмент виробництва;
- Видавнича справа та редагування;
- Соціальні комунікації;
- Книгознавство;
- Дизайн (моделювання, оформлення видань та паковань, web-дизайн);
- Педагогіка професійної освіти. Атестація наукових педагогічних кадрів;
- Нормативні акти;
- Наукові новини (доповіді, повідомлення, реферати наукових робіт).

## Індексування
Збірник наукових праць «Технологія і техніка друкарства» входить у відкриті інформаційні, повнотекстові науково-метричні бази даних: DOAJ; Index Copernicus; Ulrich'sweb (ProQuest); BASE; Scientific Indexing Services; Universal Impact Factor; WorldCat; OpenAIRE; DRJI; CiteFactor; Advanced Science Index; World Catalogue of Scientific Journals; Scientific Periodicals of Ukraine (VNLU); ELAKPI; URBD ‘Ukrainika scientific’; URJ ‘Dzherelo’; Google Scholar; Inera.

## Контакти
Видавничо-поліграфічний інститут Національний технічний університет України «Київський політехнічний інститут Ігоря Сікорського», кафедра технології поліграфічного виробництва]
Україна, 03056, Київ, вул. Академіка Янгеля, 1/37, корпус № 8, кім. 82.